# Hybomys lunaris
Hybomys lunaris  (Thomas, 1906) è un roditore della famiglia dei Muridi endemico della Catena del Ruwenzori.

## Descrizione

### Dimensioni
Roditore di piccole dimensioni, con la lunghezza della testa e del corpo di 108 mm, la lunghezza della coda di 115 mm, la lunghezza del piede di 25 mm e la lunghezza delle orecchie di 17 mm.

### Aspetto
Le parti superiori sono nere-olivastre. Una striscia dorsale scura si estende dalle spalle alla base della coda, mentre le parti ventrali sono giallo-brunastre, con la base dei peli grigiastra. Il dorso delle zampe anteriori è bruno-nerastro, mentre quello dei piedi è bruno-rossiccio. La coda è più lunga della testa e del corpo, nera sopra, più chiara sotto ed è praticamente priva di peli. Il numero cromosomico è 2n=48.

## Biologia

### Comportamento
È una specie diurna, terricola e buona nuotatrice.

## Distribuzione e habitat
Questa specie è endemica della Catena del Ruwenzori, tra l'Uganda occidentale e la Repubblica Democratica del Congo orientale.
Vive nelle foreste tropicali montane tra 1.830 e 2.440 metri di altitudine.

## Conservazione
La IUCN Red List, considerato l'areale limitato, classifica H.lunaris come specie vulnerabile (VU).